# San Babila

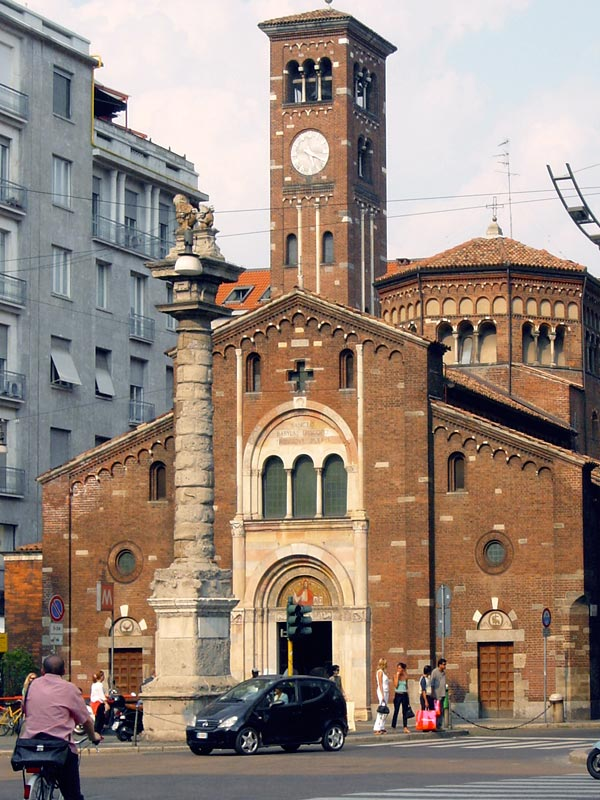
San Babila

A San Babila egy milánói templom.

## Története
Az 5. században alapították, egy korábbi, a Nap tiszteletére emelt pogány templom helyén. A 11. században korai román stílusban átépítették, s azóta többször is felújították.  A 16. században meghosszabbították és ekkor épült meg barokk homlokzata is. A 19. században a templomot restaurálták, minek következtében visszakapta eredeti, középkori külsejét. A 20. század elején építette meg Paolo Cesa-Bianchi a neoreneszánsz homlokzatot. A harangtorony 1920-ban épült. Az eredeti harangtorony a 16. században összeomlott.

## Leírása
A templomnak egy fő- és két oldalhajója van. A restaurálások során nagyon kevés eredeti építészeti elem maradt fenn. Eredeti formájukat a legjobban az oldalhomlokzatok jellegzetes oszlopai, valamint a karcsú, négyzetes torony négy oldalra nyíló loggiái tartották meg. 13. századi freskók kis részletei láthatók a jobb oldalbejárónál; egyébként a templom szép falfestményei és mozaikdíszítései modernek. A templom két oldalkápolnája kései reneszánsz stílusú.  A templomban őriznek egy Madonna-képet, melyet a milánóiak nagy becsben tartanak. Emléktábla jelzi, hogy 1785. augusztus 8-án itt keresztelték meg Alessandro Manzoni költőt.